# Plusiodonta cupristria
Plusiodonta cupristria là một loài bướm đêm trong họ Noctuidae.